# Wojciech Stachura (podpułkownik)
Wojciech Teofil Stachura (ur. 13 kwietnia 1901 w Domaninie koło Kępna, zm. 2 czerwca 1960 w Borku Wielkopolskim) – podpułkownik Wojska Polskiego, uczestnik wojny polsko-bolszewickiej oraz kampanii wrześniowej, kawaler Orderu Virtuti Militari.

## Życiorys
Urodził się 13 kwietnia 1901 roku we wsi Domanin koło Kępna w rodzinie rolnika Kacpra i Marii Stachurów. Miał czworo rodzeństwa (trzech braci i siostrę). Uczył się w gimnazjum.
W 1919 jako ochotnik zgłosił się do wojska. W wojnie polsko-bolszewickiej walczył w szeregach Batalionu Szturmowego z Wrześni, a następnie w 361 ochotniczym rezerwowym pułku piechoty. Po wojnie został w armii i po odbyciu przeszkolenia sanitarnego służył w 3 Pułku Lotniczym w Poznaniu. Awansował na plutonowego i został skierowany do Centralnej Szkoły dla Podoficerów Zawodowych Sanitarnych w Przemyślu, w której został sierżantem i przez 3 lata pracował jako instruktor sanitarny. Następnie został skierowany do Centrum Wyszkolenia Sanitarnego w Warszawie, gdzie przez 5 lat był instruktorem sanitarnym. W latach 1931–1934 uczył się w Szkole Podchorążych dla Podoficerów w Bydgoszczy. 4 sierpnia 1934 Prezydent RP Ignacy Mościcki mianował go podporucznikiem ze starszeństwem z 15 sierpnia 1934 i 289. lokatą w korpusie oficerów piechoty, a minister spraw wojskowych wcielił do Batalionu Morskiego w Wejherowie (od 19 stycznia 1938 był to 1 Morski Batalion Strzelców) na stanowisko dowódcy plutonu. Awansował na porucznika. W 1939 pełnił służbę na stanowisku oficera żywnościowego. W sierpniu tego roku, w czasie mobilizacji, został wyznaczony na stanowisko oficera żywnościowego 1 Morskiego Pułku Strzelców.
Po ataku Niemiec na Polskę pułk broni się przez tydzień i zostaje zmuszony do wycofania się do Redy, a następnie na Oksywę, gdzie mimo przewagi wroga 1 Morski Pułk Strzelców walczy przez kolejne 10 dni aż do kapitulacji (tracąc około połowy stanu osobowego). Za swą bohaterską walkę pułk otrzymał Order Virtuti Militari V klasy (w 1944), a porucznik Wojciech Stachura za wykazane wyjątkowe męstwo na polu walki został odznaczony Krzyżem Srebrnym Orderu Virtuti Militari.
Po śmierci chorążego, spadł na niego obowiązek ukrycia pułkowego sztandaru. 19 września 1939 płk Stanisław Dąbek popełnił samobójstwo i nastąpiła kapitulacja obrony. Stachura trafił do niemieckiej niewoli i został osadzony w Oflagu II A Prenzlau. Od 1941 przebywał w Oflagu II E Neubrandenburg, a od połowy 1943 w Oflagu II D Gross Born.
Po ponad pięciu latach niewoli, 5 lutego 1945 roku, razem z grupą 300 oficerów został uwolniony przez polskich żołnierzy z 18 Pułku Piechoty 3 Dywizji Piechoty im. Jana Kilińskiego.
Zgłosił się do Sztabu Generalnego Wojska Polskiego. Awansował na kapitana i został przydzielony do kwatermistrzostwa 1 Armii Wojska Polskiego. W sierpniu 1945 został przeniesiony do Morskiego Pułku Szkolnego w Gdyni-Oksywiu. W marcu 1946 został Kierownikiem Wyszkolenia Wojskowego w Szkole Specjalistów Morskich na Oksywiu. W 1947 został awansowany na majora i przeniesiono go do Kierownictwa Administracyjno-Technicznego Marynarki Wojennej. W 1951 awansował na podpułkownika i został Szefem Sztabu Szefostwa Tyłów Marynarki Wojennej, a następnie Szefem Wydziału Organizacji i Planowania ds. Technicznych i Uzbrojenia.
Ze względu na śledztwa i pokazowe procesy przedwojennych oficerów w każdej chwili mógł zostać aresztowany, zdecydował się zakończyć karierę wojskową i 23 czerwca 1952 przeszedł na emeryturę. Razem z rodziną zamieszkał w rodzinnej miejscowości żony, Borku Wielkopolskim i dorabiał do wojskowej emerytury pracując w lokalnym GS-ie.
Zmarł 2 czerwca 1960 w Borku Wielkopolskim w wieku 59 lat. Został pochowany na cmentarzu w Borku Wielkopolskim.
Wojciech Stachura miał dwóch synów: Zdzisława (ur. 1937) i Henryka (ur. 1945; lekarz w Czaplinku).

## Ordery i odznaczenia
- Order Virtuti Militari V kl. (nr 2203)
- Medal Pamiątkowy za Wojnę 1918–1921
- Medal Za Odrę, Nysę i Bałtyk
- Medal Zwycięstwa i Wolności 1945
- Srebrny Krzyż Zasługi
- Medal Dziesięciolecia Odzyskanej Niepodległości
- Medal Dwudziestolecia w służbie wojskowej
- Brązowy Medal „Siły Zbrojne w Służbie Ojczyzny”